# European College of Sport Science
Het European College of Sport Science (ECSS) is een wetenschappelijke non-profitorganisatie op het gebied van sport. 

## Oprichting
Het ECSS is opgericht in 1955 in Nice, Frankrijk. Het is toegewijd aan het verzamelen, genereren en verspreiden van wetenschappelijke kennis op Europees niveau.

## Doelstelling
Als toonaangevende organisatie op het gebied van sportwetenschappen op Europees niveau onderhoudt het ECSS intensieve contacten met soortgelijke niet-Europese organisaties. Doel van het College is de promotie van wetenschap en onderzoek, met specifieke aandacht voor sportwetenschappen binnen Europa en wereldwijd. De verschillende onderwerpen worden op interdisciplinaire basis benaderd.

## Werkwijze
Het ECSS ondersteunt Europese instellingen, zoals de Europese Commissie, en biedt wetenschappelijk advies en assistentie aan Europese en wereldwijde onderzoeksprojecten. Daarnaast vervult ECSS een belangrijke rol als Europees netwerk van sportwetenschappers uit alle relevante onderzoeksgebieden en deelgebieden.

## Lidmaatschap
Het ECSS biedt via lidmaatschap op individuele basis een Europees en wereldwijd netwerk ten behoeve van wetenschappelijke uitwisseling en interactie aan sport- en gerelateerde wetenschappers. Lidmaatschap geeft recht op: kortingen op inschrijfgelden voor congressen, vrije toegang tot het European Journal of Sport Science (EJSS), het ECSS Nieuws bulletin en de elektronische nieuwsbrieven. Tot de leden behoren wetenschappers met een universitaire opleiding / academische titel op het gebied van sportwetenschappen. Het aantal ECSS leden neemt voortdurend toe.

## Congressen
Sinds de oprichting van ECSS in 1995 worden jaarlijks congressen georganiseerd.

## ECSS Office
Het ECSS zetelt in Keulen/Duitsland, als onderdeel van de German Sport University Cologne.